# Park Strachowicki
Park Strachowicki we Wrocławiu – to park położony w zachodniej części Wrocławia, na osiedlu Strachowice. W pobliżu znajduje się Port lotniczy Wrocław-Strachowice. Obecna nazwa parku obowiązuje na podstawie § 1 pkt 19 uchwały nr LXXI/454/93 Rady Miejskiej Wrocławia z dnia 9 października 1993 roku w sprawie nazw parków i terenów leśnych istniejących we Wrocławiu. Pieczę nad Parkiem Strachowickim sprawuje Zarząd Zieleni Miejskiej podległy Departamentowi Architektury i Rozwoju Urzędu Miejskiego Wrocławia.
Park powstał w oparciu o dawne założenia podworskie. Ma powierzchnię około 8 ha. Położony jest pomiędzy ulicami: Strachowicką, Zarembowicza i Graniczną.
W parku urządzony został plac zabaw dla dzieci. Znajdują się także oczka wodne oraz okazy dendrologiczne, w tym pomniki przyrody. Stanowi on, wraz z zielenią otaczającą lotnisko i osiedle Żerniki, większy obszar przyrodniczy Park, wraz ze stawami w nim urządzonymi, położony jest w zlewni strugi Ługowiny.
Wśród pomników przyrody i okazów dendrologicznych, znajdujących się w parku, znaleźć można okazy następujących gatunków:
- dębu szypułkowego (Quercus robur)[c][11][5][12][8],
- buku zwyczajnego (Fagus sylvatica)[c][11][12],
- cypryśnika błotnego (Taxodium distichum)[c][5][12][8],
- dębu błotnego (Quercus palustris)[c][5][12][8].